# Société sicilienne pour l'histoire de la Patrie
La Société sicilienne pour l'histoire de la patrie (Società siciliana per la Storia Patria) est une société savante italienne, fondée en 1873 à Palerme.
Elle siège dans l'ancien couvent San Domenico de Palerme.

## Historique
La Société sicilienne pour l'histoire de la patrie est née en 1873 à l'initiative du maire Domenico Peranni, comme ce fut le cas auparavant dans d'autres villes du Royaume, afin d'encourager l'étude des traditions locales. Parmi les fondateurs se trouvent Isidoro La Lumia, Giuseppe De Spuches, Antonino Salinas et Gioacchino Di Marzo. 
Après l'approbation des statuts en juillet, Peranni devient le premier président et les membres se réunissent initialement à l'hôtel de ville, à la bibliothèque municipale ou aux archives de l'État. 
Elle s'installe dans l'ancien couvent de San Domenico en septembre 1886, grâce aux dons publics et à l'aménagement par l'architecte Giuseppe Patricolo, qui devient le siège officiel en 1890. En 1892, la société obtient le statut de personne morale. 
Sur les arcades du cloitre sont installés des bustes et plaques commémoratives, dont le buste en bronze de Giacomo Serpotta réalisé par Antonio Ugo en 1932. Une partie des salles abrite le Musée du Risorgimento, dédié à Vittorio Emanuele Orlando et inauguré en 1961 pour le centenaire de l'unification de l'Italie. 

## Présidents
- 1873-1875 : Domenico Peranni[1]
- 1875-? : Francesco Paolo Perez[1]
- ? : Vincenzo Fardella di Torrearsa[2]
- 1899-1904 : Giulio Benso della Verdura
- Andrea Guarneri[2]
- Giuseppe Pitrè[2]
- Alfonso Sansone[2]
- Salvatore Di Marzo[2]
- C.A. Garufi[2]
- Antonino De Stefano[2]
- Massimo Ganci[2]
- Actuel : Giovanni Puglisi[2]